# Alexandru Mățel
Alexandru Mățel (Constanța, Rumanía, 17 de octubre de 1989) es un exfutbolista rumano que jugaba de defensa. Desde septiembre de 2022 es director de equipo del Fotbal Club Farul Constanța.

## Selección nacional
| Selección            | Año   | PJ | Goles |
| -------------------- | ----- | -- | ----- |
| Selección sub-21     | 2011  | 3  | 0     |
| Selección de Rumanía | 2011- | 17 | 0     |

## Clubes
- Actualizado al último partido disputado en su carrera deportiva.

| Club                              | País    | Año       | PJ  | Goles |
| --------------------------------- | ------- | --------- | --- | ----- |
| Farul Constanta                   | Rumania | 2005-2010 | 16  | 2     |
| Delta Tulcea (cedido)             | Rumania | 2007-2008 | ?   | 1     |
| F. C. Astra Giurgiu               | Rumania | 2010-2015 | 101 | 6     |
| G. N. K. Dinamo Zagreb            | Croacia | 2015-2019 | 76  | 2     |
| F. C. Hermannstadt                | Rumania | 2019      | 26  | 0     |
| C. S. Universitatea Craiova F. C. | Rumania | 2019-2020 | 6   | 0     |
| F. C. Hermannstadt                | Rumania | 2021      | 23  | 1     |
| United Ploiești 1906              | Rumania | 2022      |     |       |